# Amy Holton
Amy Holton (5 aprile 1965) è un'ex tennista statunitense.

## Biografia
Nata in Ohio si è trasferita da giovane in Florida con la famiglia, la sorella Kathy è stata a sua volta una tennista professionista e insieme hanno giocato a Wimbledon e al Roland Garros nel doppio femminile.

## Carriera
A livello giovanile ha raggiunto i quarti di finale sia in singolare che nel doppio degli US Open 1982, tra le adulte ottiene i primi risultati importanti nella stagione 1983: al Pittsburgh Open raggiunge le semifinali venendo sconfitta da Ginny Purdy e al Roland Garros avanza fino al terzo turno eliminando tra le altre la quattordicesima testa di serie Bonnie Gadusek. Ripete il risultato all'Open di Francia 1984 dove è stata eliminata da Lisa Bonder, nel doppio ha giocato due finali con diverse compagne nel luglio 1986 uscendone tuttavia sconfitta in entrambe le occasioni.

## Statistiche

### Doppio

#### Finali perse (2)
| Numero | Anno | Torneo                             | Superficie  | Compagna              | Avversarie in finale              | Punteggio |
| 1.     | 1986 | Ellesse Grand Prix, Perugia        | Terra rossa | Csilla Bartos-Cserepy | Carin Bakkum Nicole Muns-Jagerman | 4–6, 4–6  |
| 2.     | 1986 | Northern California Open, Berkeley | Cemento     | Elna Reinach          | Beth Herr Alycia Moulton          | 1–6, 2–6  |